# Entomobielzia kimakowizii
Entomobielzia kimakowizii är en mångfotingart som först beskrevs av Karl Wilhelm Verhoeff 1897.  Entomobielzia kimakowizii ingår i släktet Entomobielzia och familjen Entomobielziidae. Inga underarter finns listade i Catalogue of Life.